# Melandrya karafutona
Melandrya karafutona is een keversoort uit de familie zwamspartelkevers (Melandryidae). De wetenschappelijke naam van de soort werd in 1930 gepubliceerd door Kono.